# BJK Inönüstadion
Het BJK Inönüstadion was het stadion waar de Turkse voetbalclub Beşiktaş JK tot en met 11 mei 2013 de thuiswedstrijden speelde. Het stadion lag in de wijk Dolmabahçe aan de Europese kant van Istanboel. Het voetbalstadion bood plaats aan maximaal 32.086 toeschouwers.
Het BJK Inönüstadion had een uitzicht op Bosporus, Dolmabahçe-paleis en Kız Kulesi. Pelé zei ooit dat van alle stadions, het stadion van Beşiktaş het mooiste uitzicht had.
Het stadion werd op 19 mei 1947 geopend en was vernoemd naar oud-president Ismet Inönü. Verder werd het stadion in 2004 flink gerenoveerd. In de zomer van 2013 werd begonnen aan de sloop van het stadion. Op dezelfde plaats werd het nieuwe stadion van Beşiktaş gebouwd, dat in 2016 zijn deuren opende: de Vodafone Arena.